# Buro Happold
Buro Happold est un bureau d'études techniques britannique fournissant des services l'ingénierie, de la conception, planification, du management de projet et conseil pour tous types de bâtiments, infrastructures et l'environnement. Il a été fondé en 1976 par Sir Edmund Happold à Bath dans le Sud-Ouest de l'Angleterre lorsqu'il devint professeur d'architecture et d'ingénierie à l'université de Bath,.
Au départ la société travaillait principalement au Moyen-Orient, où elle est toujours présente. Elle y est intervenue par exemple sur la Mosquée du Prophète à Médine, en Arabie Saoudite, introduisant notamment des auvents pliants, semblables à des parapluies, pour ombrager la cour du bâtiment. Mais elle est aujourd'hui implantée dans le monde entier, avec 1 700 employés. 
Ce cabinet multidisciplinaire compte 49 associés. Le siège du groupe reste à Bath, même si Buro Happold a maintenant des bureaux à Londres, Leeds, Glasgow, Berlin, New York, Hong Kong, Dubai, Riyadh et Varsovie, parmi d'autres villes du monde. Elle est partie prenante de la mise au point de certains édifices les plus marquants du XXe siècle, tels que l'Opéra de Sydney et le Centre Pompidou à Paris. Autre exemple, mais du XXIe siècle, ses ingénieurs sont intervenus sur le Louvre Abu Dhabi, dont la conception est signée par l’architecte français Jean Nouvel.